# Сото, Эрнандо де (экономист)
Эрна́ндо де Со́то (исп. Hernando de Soto; 3 июня 1941, Арекипа, Перу) — перуанский экономист и общественный деятель. Известен своими исследованиями теневой экономики и роли стандартизации и формализации прав собственности. Основатель и президент Института свободы и демократии в Лиме. Является одним из самых известных практиков неоинституционального подхода к рыночным реформам.

## Биография
Отец — перуанский дипломат. Семья после военного переворота 1948 жила в эмиграции в Европе. Учился в Женевском институте международных отношений. Работал в Генеральном соглашении по тарифам и торговле, Межгосударственном совете стран-экспортёров меди.
Вернулся в Перу в возрасте 38 лет, вошёл в состав совета директоров Центрального банка Перу в конце президентства Франсиско Моралеса Бермудеса.
С 1988 по 1995 де Сото и его институт были разработчиками экономической и правовой реформы, изменившей многие общественные институты в Перу и прежде всего укрепившей институт собственности и основные гражданские права. По-видимому, эти реформы стали решающим фактором в победе государства над террористической группировкой «Сендеро Луминосо», лишив его социальной базы.
В конце 1989 года де Сото был советником правительства президента Алана Гарсия. На президентских выборах 1990 года поддерживал кандидатуру писателя Марио Варгаса Льосы. Оказал влияние на избранного президента Альберто Фухимори в направлении неолиберализма. В президентских кампаниях в 2011 и 2016 годах был главным советником дочери бывшего президента Фухимори Кейко, обещавшей имплементировать рекомендованные им реформы собственности.
На выборах 2001 года он собирался выдвигать собственную кандидатуру от партии Народный капитал, однако не смог зарегистрировать последнюю. При этом он, несмотря на свою экономически либеральную программу, искал поддержки у левых политических групп, а затем получил и отклонил предложения от Алана Гарсия номинироваться от его политической партии АПРА или стать премьер-министром (эту же должность ему обещал и Фухимори).
В итоге, де Сото всё-таки выставил свою кандидатуру на пост президента — но уже на выборах 2021 года, в 80-летнем возрасте. Тогда он стал первым кандидатом, представившим свой теневой кабинет, однако понёс репутационные потери, так как оказался в числе политиков, приоритетно вакцинированных в условиях дефицита вакцин от COVID-19 для рядовых граждан. Он занял 4-е место в фрагментированной предвыборной гонке 18 кандидатов.
Во время Арабской весны в странах, затронутых этими событиями, под его руководством были проведены масштабные социологические исследования, на основании которых де Сото сделал вывод об экономической природе революций 2010—2012 годов. Институтом свободы и демократии и лично де Сото были разработаны рекомендации для режимов, пришедших к власти в результате этих революций. В основном рекомендации касались улучшения определения прав собственности на имущество, стандартизации и прозрачности процессов передачи собственности, укрепления института гражданских прав и неприкосновенности личности.

## Память
Альянс прав собственности от «Американцы за налоговую реформу» с 2009 года учредил стипендию для аспирантов, исследующих в области интеллектуального и физического права собственности и глобальной политики.

## Вклад в науку

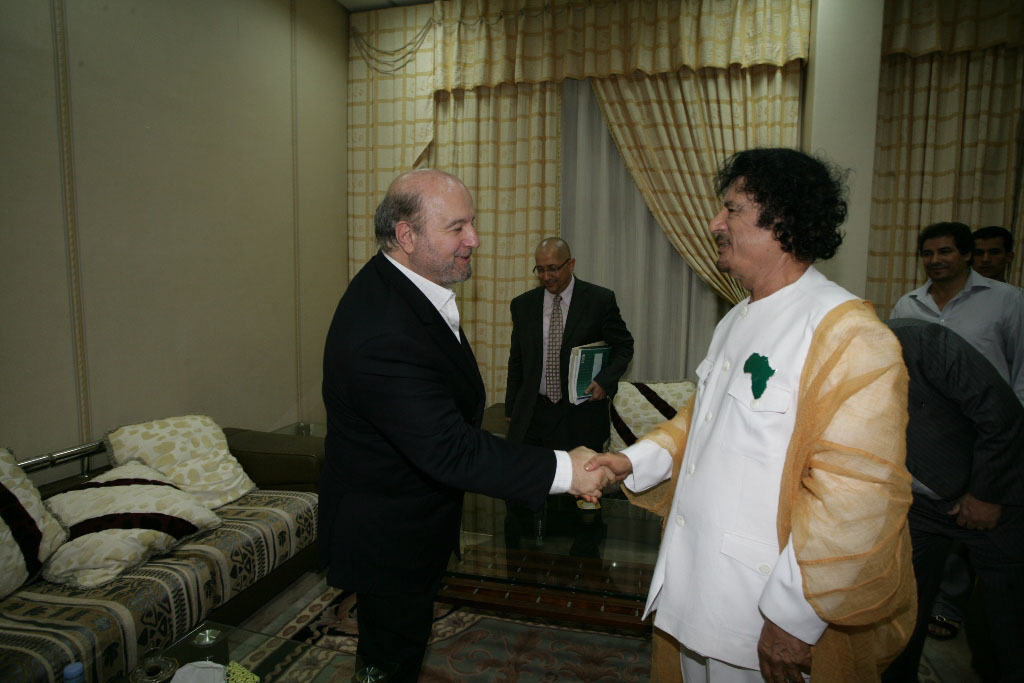
Эрнандо де Сото жмёт руку Муаммару Каддафи после заключения Ливией контракта с Институтом свободы и демократии

Главной причиной расцвета теневой экономики де Сото считает бюрократизм. Проведённые его институтом полевые исследования показали, что для регистрации швейной мастерской в Перу необходимо затратить 289 дней, а расходы равны 32 минимальным месячным зарплатам; для получения лицензии на торговлю в уличном киоске нужно 43 дня и 15 зарплат.
Де Сото считает реформу регистрации имущества основой для избавления от меркантилизма (так он называет политарные отношения). Для этого первым шагом может быть устройство полного открытого кадастра, содержащего сведения о собственнике имущества и связанных с этим имуществом правах (ипотеке, аренде, сервитутах). Такой открытый кадастр, описывающий в едином формате недвижимость всей страны, послужит основой для развития индивидуальной частной собственности. Если одновременно с устройством такого кадастра возложить на государство материальную ответственность за правильность сведений в этом кадастре (так называемая система Торренса), то политарным отношениям будет нанесён смертельный удар.
Некоторые из президентов США высоко оценили работу де Сото. Например, Билл Клинтон назвал его «самым великим из ныне живущих экономистов», а Джордж Буш заявил, что «рекомендации де Сото предлагают понятную и привлекательную возможность избежать экономической стагнации».

### Нелегальный сектор экономики
Де Сото отмечает, что текущая ситуация в экономике следующая: темп роста городского населения значительно опережает темп роста занятости. Поэтому темп роста явной безработицы среди недавно урбанизированного населения значителен и составляет большую часть среди безработных, а большая часть скрытой безработицы находится в неформальном секторе.
Нелегальный сектор экономики начинает играть ключевую роль в обеспечении занятости населения, в решениях жилищной проблемы. Городские власти в условиях массовой урбанизации не в состоянии обеспечить жильём всех, и часть населения уходит в теневую экономику: начинается захват земли, создаются нелегальные организации, которые впоследствии добиваются легализации незаконного жилищного строительства. Стремление нелегальных организаций легализовать захват земли и строительство на этих землях позволяет властям контролировать трущобы города, способствует укреплению частной собственности.
Нелегальный сектор начинает себя обеспечивать товарами и услугами, оборот «чёрного» рынка постоянно возрастает. Выживаемость компании на таком рынке зависит не от того, как она хорошо работает, а как она справляется с издержками, налагаемыми на неё государством: необходимо избегать налогов и иметь связи с чиновниками.
В нелегальном секторе индивидуальные предприниматели формируют нелегальные организации из-за высоких трансакционных издержек бизнеса:
- по уклонению от наказаний (легальных санкций);
- трансферта чистых доходов;
- по уклонению от налогов и нарушений законов по труду;
- издержки, связанные с отсутствием легально зафиксированных прав собственности;
- из-за невозможности использовать контрактную систему;
- из-за использования исключительно двухсторонних нелегальных сделок;
- нелегальных процедур разрешения конфликтов.

Де Сото также обнаруживает и определяет порочный круг теневого сектора — рост теневого сектора приводит к сокращению легального, с которого начинают увеличивать налоговое бремя с целью возмещения потерянных доходов, что толкает к выходу в теневой сектор ещё части экономических агентов (теневой сектор растёт). Ещё одним последствием роста налогового бремени на легальный сектор является появление политического лоббирования крупным бизнесом получения экономических привилегий и налоговых льгот, что приводит к снижению конкуренции и монополизации легального сектора.
Малый бизнес уже не может конкурировать в легальном секторе и уходит в нелегальный. Экономика страны в целом становится неэффективной: снижается производительность, сокращаются инвестиции, растут затраты на поддержание инфраструктуры, замедляется технический прогресс.
По мнению де Сото выход из ситуации, при которой крупный бизнес неэффективен из-за монополизации, а малый бизнес конкурентен, но нелегален, а значит не может получать инвестиции и в нём отсутствуют легально зафиксированные права собственности, возможен. Необходимо приблизить правовую систему к действительности, решать институциональные проблемы:
- ликвидировать препятствия для интеграции легального и теневого секторов и создания единой правовой и экономической системы:
  - упростить функционирование правовых институтов, устранить дублирующие и ненужные законы;
  - децентрализовать законодательную и административную ответственность от центрального к региональным властям;
  - дерегулировать систему, то есть перенести ответственность и возможности от государства на плечи граждан.
- изменить процедуры принятия решений (новых законов):
  - свободно обсуждать (публиковать законопроекты);
  - анализировать решения (законопроекты) на предмет издержек выгод.

Де Сото приводит пример США, где был внедрён в XVII—XVIII веках принцип «преимущественного права», который позволил стране преодолеть последствия самочинного захвата земель, её легализации, выход из нелегального сектора в легальный, создались условия для быстрого экономического роста. Попытка борьбы с правом нелегалов была обречена.

### Частная собственность
В своей книге «Загадка капитала» 2000 года де Сото утверждает, что капитал возникает благодаря его отражению в записях о праве собственности, о залоге, в контрактах и прочих документах, в которых фиксируются социальные и экономические характеристики актива. Благодаря передаточному устройству, которое отражает и хранит большую информацию об активе, обеспечивается движение всей рыночной экономики. Частная собственность делает людей ответственными, а активы ликвидными, фиксирует сделки, обеспечивает работу всех рыночных механизмов от денежной до производственной сферы.
Де Сото определяет шесть эффектов частной собственности:
1. Фиксация будущих экономических выгод от владения активами;
2. Концентрация различной информации;
3. Ответственность собственников;
4. Рост ликвидности активов;
5. Развитие общественных связей;
6. Паспортизация сделок.

Следствием отсутствия доступа к этим шести эффектам является маргинализация общества.

## Награды
- 1990 — премия Фишера (Великобритания),
- 1995 — премия Свободы фонда Макса Шмидхейни[англ.] от Университета Санкт-Галлена (Швейцария)[11],
- 1999 — журнал Time выбрал де Сото в качестве одного из пяти ведущих латиноамериканских новаторов века[6],
- 2002 — премия Адама Смита от Ассоциации образования частного предпринимательства[англ.],
- 2002 — премия CARE Канады «за выдающуюся концепцию развития»,
- 2002 — премия Голдуотера (США),
- 2003 — премия Дауни от Йельского университета,
- 2003 — включён в зал славы Национального университета (США),
- 2004 — премия Свободы Темплтона[англ.] (США),
- 2004 — Орден Дирекгунабхорна 5 класса от короля Таиланда,
- 2004 — премия Милтона Фридмана,
- 2004 — журнал Time включил его в список 100 самых влиятельных людей мира в 2004 году[6],
- 2005 — почетный доктор литературы Букингемского университета,
- 2005 — премия Америкас (США) от Фонда Америкас,
- 2005 — назван Перуанской Национальной Ассамблеи ректоров самым выдающимся в области экономического развития за 2004 год работающим дома и за рубежом,
- 2005 — приз немецкого Фонда Eigentum за исключительный вклад в теорию права собственности,
- 2005 — премия IPAE Перуанского института делового администрирования,
- 2005 — премия Золотая пластина[англ.] от Академии достижений[англ.] в дань его выдающимся заслугам,
- 2005 — седьмая премия Компасс BearingPoint от журнала Forbes за стратегическое направление,
- 2005 — назван членом «класса 1930» Дартмутского колледжа,
- 2006 — инновационная премия от журнала The Economist за выдающиеся работы в области экономики,
- 2006 — премия Брэдли[англ.] от фонда Брэдли[англ.] за выдающиеся достижения,
- 2007 — бизнес премия Poder—Boston Consulting Group, учрежденная латиноамериканским деловым журналом Poder, за лучшие инициативы по борьбе с бедностью,
- 2007 — Гуманитарная премия от международного проекта Забота[англ.] в знак признания работы де Сото, за помощь бедным людям участвовать в рыночной экономике,
- 2009 — почётный член Университетского философского общества[англ.] от Тринити-колледжа (Ирландия),
- 2009 — премия за демократию от Международного центра частного предпринимательства[англ.] в знак признания его выдающихся достижений в развитии экономической свободы в Перу и по всему развивающемуся миру[12],
- 2010 — медаль президента итальянской Республики[англ.] от Международного научного Комитета центра Пио Манцу в знак признания вклада на благо человечества,
- 2010 — медаль Хайека от Общества Фридриха фон Хайека за свою теорию о либеральной политике в области развития («рыночной экономики снизу»), а также за надлежащую реализацию своих концепций двумя перуанскими президентами,
- 2011 — американская премия Латиноамериканских новаторов за искоренение бедности по всему миру,
- 2015 — по данным немецкой газеты Handelsblatt де Сото вошёл в число 25 наиболее важных мыслителей нашего времени,
- 2016 — приз прав собственности Бриэма-Кэннера[англ.] от Колледжа Вильгельма и Марии[13].

## Сочинения

### На русском языке
- Сото Э. де. Иной путь: Невидимая революция в третьем мире / Пер. с англ. Б. Пинскера. — М.: Catallaxy, 1995. — 320 с. — ISBN 5-86366-009-0 (исп. El otro sendero, 1986; англ. The Other Path: The Invisible Revolution in the Third World, 1989)
  - Иной путь: Экономический ответ терроризму / Пер. с англ. Б. Пинскера. — Челябинск: Социум, 2008. — 408 с. — ISBN 978-5-901901-72-4 (англ. The Other Path: The Economic Answer to Terrorism, 2002)
- Сото Э. де. Загадка капитала. Почему капитализм торжествует на Западе и терпит поражение во всем остальном мире = The Mystery of Capital: Why Capitalism Triumphs in the West and Fails Everywhere Else (2000). — М.: «Олимп-Бизнес», 2004. — 272 с. — ISBN 5-901028-37-6.

### На иностранных языках
- De Soto H., Cheneval F. Swiss Human Rights Book Volume 1: Realizing Property Rights, 2006. — ISBN 978-3-907625-25-5
- De Soto H. Why Capitalism Works in the West but Not Elsewhere", International Herald Tribune, 5 January 2001.
- De Soto H. «The Mystery of Capital», Finance & Development, March 2001, Volume 38, Number 1
- De Soto H. «The Secret of Non-Success», Time magazine, 16 April 2001
- De Soto H. «The Constituency of Terror», The New York Times, 15 October 2001
- De Soto H. «Push Property Rights», The Washington Post, 6 January 2002
- De Soto H. «Law and Property Outside the West: A Few New Ideas About Fighting Poverty», Optima Special Issue on Sustainable Development. Vol. 48 No. 1, September 2002, pp 2-9.
- De Soto H. «Law and Property Outside the West: A Few New Ideas About Fighting Poverty», NUPI. December 2002, pp. 349-61
- De Soto H. «Law and Property Outside the West: A Few New Ideas About Fighting Poverty». In Marc A. Miles (ed.) The Road to Prosperity: The 21st Century Approach to Economic Development. Washington, D.C.: * De Soto H. The Heritage Foundation, 99-119. 2004
- De Soto H. «What if you can’t prove you had a house?», International Herald Tribune/New York Times, 20 January 2006
- De Soto H. «Toxic Paper», Newsweek, 21 Feb. 2009
- De Soto H. «De Soto: la recesión tiene origen legal, no financiero», El Comercio, 3 March 2009
- De Soto H. «Toxic Assets Were Hidden Assets», The Wall Street Journal, 25 March 2009
- De Soto H. «Crise financière: une crise… du papier», Le Figaro, 27 March 2009
- De Soto H. «Global Meltdown Rule No. 1: Do the math», Los Angeles Times, 12 April 2009
- De Soto H. «Staying in the dark about derivatives will bring economic collapse», QFinance, 29 October 2010
- De Soto H. «La Amazonía no es Avatar», El Comercio, 5 June 2010
- De Soto H. «Egypt’s Economic Apartheid», The Wall Street Journal, 3 February 2011
- De Soto H. «The Destruction of Economic Facts», Bloomberg Businessweek, 28 April 2011
- De Soto H. «The cost of financial ignorance», The Washington Post, 7 October 2011
- De Soto H. «The free-market secret of the Arab revolution», Financial Times, 8 November 2011
- De Soto H. «The Secret to Reviving the Arab Spring’s Promise: Property Rights», The Wall Street Journal, 26 February 2013
- De Soto H. «Understanding formalisation and its benefits — for all Egyptians», Egypt Daily News, 25 June 2014
- De Soto H. «The Capital Cure for Terrorism», The Wall Street Journal, 10 October 2014
- De Soto H. «What Piketty Gets Wrong About the Third World», The Huffington Post, 25 February 2015
- De Soto H. «Why Thomas Piketty is wrong about capital in the 21st century», The Independent, 15 May 2015
- De Soto H. «This is How We Win The War on Terror», World Economic Forum, 15 February 2016
- De Soto H. «A Mexican Impasse for the Pope», Project Syndicate, 11 February 2016
- De Soto H. «What Pope Francis Should Really Say to Donald Trump», Fortune Magazine, 25 February 2016.